# Xã Aliceton, Quận Ransom, Bắc Dakota
Xã Aliceton (tiếng Anh: Aliceton Township) là một xã thuộc quận Ransom, tiểu bang Bắc Dakota, Hoa Kỳ. Năm 2010, dân số của xã này là 121 người.